# 馬英九罷免案
2012年5月14日，中國國民黨籍政治人物馬英九在第十二任中華民國總統任內、其第二任期開始的前6天，被當時臺灣主要在野黨民主進步黨在立法院提出罷免案。
根據提案黨由民進黨與附議的台聯立法院黨團提案，理由指出罷免總統的理由是總統馬英九主張一國兩區、開放美牛進口與執意油電雙漲。提案黨派認為因為上述情事，馬英九已不適任國家元首，依憲法與立法院職權行使法提出罷免案。
在提案人數上，民進黨及台聯立法院黨團共有43位立委聯名並順利成案。惟該案於翌日（5月15日）在立法院程序委員會表決中未能通過，故不列入院會議程討論，自此該罷免案失敗收場。
在後續方面，民進黨認為該案雖未通過，但已經留下歷史紀錄；至於執政之國民黨團則認為該罷免是濫用國會資源。